# Himne de l'Exposició
L'Himne de l'Exposició és l'himne oficial del País Valencià.
Es tracta d'una obra del mestre Josep Serrano Simeon, amb lletra de Maximilià Thous i Orts, encarregada expressament per a l'Exposició Regional Valenciana de 1909, que en 1925 va ser declarat «himne regional», i el 1984 la Llei de Símbols el va fer oficial com a himne autonòmic.

## Història

### L'Exposició Regional Valenciana de 1909
En 1909 va tindre lloc a la ciutat de València l'«Exposició Regional Valenciana», organitzada per l'Ateneu Mercantil de València. El seu president, Tomás Trenor Palavicino, va encomanar la creació d'un himne per a aquesta exposició al mestre Josep Serrano Simeón, qui s'encarregaria de la música, mentre que la lletra havia de realitzar-la Teodor Llorente. Malgrat això, i a causa de la demorança de Llorente en crear la lletra, Josep Serrano començà a col·laborar amb el poeta Maximilià Thous, qui finalment en va ser l'autor. La partitura original de Serrano es conserva a la ciutat de Múrcia.

Posteriorment s'ha sabut que Serrano va reconèixer haver donat instruccions expresses a Thous per a la redacció del primer vers. En un article del compositor al diari La Voz Valenciana, de maig de 1925, manifesta que: 
| « | un dels meus grans amors és aquesta terra valenciana on he nascut: però sempre que he compost un himne he demanat als meus col·laboradors que en el primer vers apareguera la paraula "Espanya"… i així comencen els meus tres himnes. Himne a València: Per a ofrenar noves glòries a Espanya…; València Canta: Mare d'Espanya, Sol de València…; La canción del soldado: Soldado soy de España… Això no és obstacle perquè els meus fills parlen perfectament el valencià. Així entenc jo el regionalisme. » | » |

L'himne resultant va rebre una gran acceptació durant l'«Exposició Regional Valenciana», fins al punt que a la seua estrena —en la veu del tenor godellenc Lamberto Alonso— davant del rei Alfons XIII, es va haver de tocar diverses vegades. Tanmateix, des del naixement de l’himne va existir controvèrsia al voltant de la primera estrofa, “Per a ofrenar noves glòries a Espanya”, per part d'aquells sectors de la població que consideraven inadeqüat ofrenar glòries a un tercer, fet que s'agreujaria a partir del 1925, quan l'himne deixa de ser el d'un acte concret per a ser considerat d'abast regional. Tot i la gran acceptació popular, des del valencianisme es van proposar alguns himnes alternatius, sense massa èxit. Un dels himnes alternatius fou la Cançó de Lluita, de Maximilià Thous i Llorens.
Durant la Dictadura de Primo de Rivera, els alcaldes dels ajuntaments de Castelló, València i Alacant decidiren que aquell himne es convertira en l'himne regional de València, el qual va ser aprovat en maig del 1925. Aquesta ocasió va ser aprofitada per Teodor Llorente per a demanar que es traduïra la lletra al valencià, cosa que va fer Maximilià Thous i Llorens, fill de Maximilià Thous i Orts.
La versió en valencià de l'himne, la més popular actualment, data del 1930. Aquell anys, dos regidors de l'Ajuntament de València, Manuel Oller i Vicent Marco, consideraren que “el poble poguera comptar amb una lletra valenciana de l’Himne Regional per a poder ser cantada”, encomanant la nova lletra a Maximilià Thous.

### Himne de València
Les primeres notes musicals de l'Himne de l'Exposició no són originàries del mestre Serrano, ja que aquest va decidir incloure-hi l'antic himne de València o Marxa de la ciutat de València. Es tracta d'una composició anònima del segle xvi que s'interpretava durant les processons cíviques que a la ciutat de València tenien lloc per Sant Donís (9 d'octubre) i Sant Jordi. De fet, encara actualment acompanya la Senyera en la processó cívica del 9 d'Octubre. Més recentment també l'ha adoptat la muixeranga de la ciutat de València durant la construcció de les seues torres.

### Versió Alzira
La Penya Cultural Valencianista d’Alzira publicaria una versió de l'himne sense les referències a Espanya, que segons alguns estudiosos, com el poeta Antoni Lluís Martínez Furió o Juli Moreno, seria molt probable que es realitzara amb motiu de l'Aplec Valencianiste d’Alzira en favor de l'Estatut d'Autonomia del 27 de novembre de 1932.
El març del 1934, la Falla del Carrer de la Unió d’Alzira publicà al seu llibret aquella nova versió de l'himne, que seria reeditada en un tríptic per la Junta Local Fallera l'any 1955. Aquell tríptic, conservat per Salvador Andrés i Pascual, fou recuperat pel valencianisme dels anys 90, que n'adopta la lletra.
També el 1934, Rosari Soto va publicar la lletra en una carta a El Mercantil Valenciano, on demanava un monument per a Guillem Sorolla, líder de la Revolta de les Germanies.
Pel que fa l'autoria, s'apunta al metge Manuel Just Aparicio com el possible autor.

## Actualitat

### Declaració com a himne oficial
Per tal de declarar-lo himne oficial va caldre un informe que havia de ser tramès a les Corts Valencianes. L'informe va ser encarregat pel president Joan Lerma al compositor valencià Eduard López-Chávarri Andújar, fill d'Eduard López-Chávarri i Marco. Finalment la Llei de símbols de 1984 el va fer oficial amb la partitura del mestre Serrano i la lletra original de Maximilià Thous, tant la versió original en castellà com la posterior, i actualment quasi exclusivament coneguda, versió en valencià.

### Polèmica de l'himne
L'Himne de l'Exposició va ser declarat oficial amb la lletra original de Maximilià Thous i Orts i el referit vers imposat per Serrano («Per a ofrenar noves glòries a Espanya»), però existeixen discrepàncies en referència al vers. Hi ha els casos d'himnes alternatius, com Vent de Ponent o la Cançó de lluita, i la versió Alzira de l'himne, que substitueix «Per a ofrenar noves glòries a Espanya» per «Tots baix els plecs de la nostra Senyera», i la paraula «Regió», per la de «Nació».
No sempre s'ha acceptat l'Himne de l'Exposició com a himne valencià. En 1915 la revista de caràcter valencianista Pàtria Nova va convocar un concurs per elegir un himne, i el guanyador va ser el poema Sant Jordi, Mata l'Aranya, de Lluís Cebrian Ibor. En 1917 un autor anònim hi va compondre la música, i a partir de llavors es va conéixer com a Vent de Ponent. També cal dir que des del nacionalisme valencià d'arrel fusteriana, a partir dels anys setanta, s'ha reivindicat la Muixeranga d'Algemesí com a himne del País Valencià. Es tracta d'una composició de caràcter religiós, originària de la ciutat d'Algemesí, que s'interpreta durant la processó de la Mare de Déu de la Salut. Va ser proposada originàriament per Joan Fuster com a himne dels Països Catalans, però davant del fracàs de la seua acceptació a Catalunya, es va derivar com a proposta d'himne per al País Valencià, alternatiu al de l'Exposició.

### Segle XXI
El 5 de desembre del 2008 Plácido Domingo gravà l'himne junt amb l'Orquestra de la Comunitat Valenciana en dues versions, en castellà i valencià.
En maig del 2009, l'himne de València va complir cent anys des de la seua creació. Les autoritats valencianes van fer una festa commemorativa en l'Albereda de València. Els hereus del creador de la lletra, Maximilià Thous, i propietaris legals del text, van prohibir a l'Ajuntament de València i a la Generalitat Valenciana utilitzar la lletra de l'himne en l'acte en protesta pel que consideren «l'exclusió del valencià» per part de les autoritats (van criticar que les invitacions i programes dels actes van estar escrites només en castellà). Tanmateix, l'alcaldessa de València, Rita Barberà no va fer cas del veto i els actes es feren tal com s'havien previst, es va cantar l'himne amb lletra, tant en castellà com valencià, sent aquesta última versió la més cantada pel públic assistent. Els descendents de Thous però, estudiaren portar a terme accions legals.

## Lletres

### Himne oficial
Aquesta és la versió oficial de l'himne.
| Per a ofrenar noves glòries a Espanya, tots a una veu, germans, vingau. Ja en el taller i en el camp remoregen càntics d'amor, himnes de pau! Pas a la Regió que avança en marxa triomfal! Per a tu la Vega envia la riquesa que atresora, i es la veu de l'aigua càntic d'alegria acordat al ritme de guitarra mora... Paladins de l'art t'ofrenen ses victòries gegantines; i als teus peus, Sultana, tos jardins estenen un tapis de murta i de roses fines. Brinden fruites daurades els paradisos de les riberes; pengen les arracades baix les arcades de les palmeres... Sona la veu amada i en potentíssim vibrant ressò, notes de nostra albada canten les glòries de la regió. Valencians, en peu alcem-se. Que nostra veu la llum salude d'un sol novell. Per a ofrenar noves glòries a Espanya, tots a una veu, germans, vingau. Ja en el taller i en el camp remoregen càntics d'amor, himnes de pau! Flamege en l'aire nostra Senyera! Glòria a la pàtria! Visca València! Visca! Visca!! Visca!!! |

### Versió alternativa valencianista
L'any 1955, la Junta Local Central Fallera del municipi d'Alzira (Ribera Alta) va publicar una versió de l'himne valencià on es van realitzar diverses modificacions a la lletra original, adoptant un matís més valencianista. Així, els versos modificats respecte a la versió del mestre Serrano són «Tots baix els plecs de la nostra Senyera» (en lloc de «Per a ofrenar noves glòries a Espanya») i «Pas a la Nació que avança en marxa triomfal» (en lloc de «Pas a la regió que avança en marxa triomfal»).
El document s'ha conservat gràcies a l'arxiu de l'estudiós alzireny i poeta Salvador Andrés i Pascual.
| Tots baix els plecs de la nostra Senyera junts, i a una veu, germans vingau. Ja en el taller i en el camp remoregen càntics d'amor, himnes de pau! Pas a la Nació que avança en marxa triomfal! Per a tu la vega envia la riquesa que atresora, i és la veu de l'aigua càntic d'alegria acordat al ritme de guitarra mora. Paladins de l'art t'ofrenen ses victòries gegantines; i als teus peus, sultana, tos jardins estenen un tapís de murta i de roses fines. Brinden fruites daurades els paradisos de les riberes; pengen les arracades baix les arcades de les palmeres. Sona la veu amada, i en potentíssim, vibrant ressò, notes de nostra albada canten les glòries de la Nació. Valencians en peu alcem-se, que nostra veu la llum salude d'un sol novell. Tots baix els plecs de la nostra Senyera, junts, i a una veu, germans vingau. Ja en el taller i en el camp remoregen càntics d'amor, himnes de pau! Flamege en l'aire nostra Senyera! Glòria a la Pàtria! Visca València! Visca! Visca!! Visca!!! (versions nacionalistes recents substitueixen els tres Visca! Visca! Visca per "Lliure!, Lliure! Lliure!!!" |